# Schenectady
Schenectady, fundada en 1798, es una ciudad ubicada en el condado de Schenectady en el estado estadounidense de Nueva York. En 2000 tenía una población de 61.821 habitantes y una densidad poblacional de 2,170 personas por km².

## Geografía
Schenectady se encuentra ubicada en las coordenadas 42°48′15″N 73°55′45″O / 42.80417, -73.92917. Según la Oficina del Censo, la ciudad tiene un área total de 43 km² (16,6 mi²), de la cual 42,3 km² (16,3 mi²) es tierra y 0,7 km² (0,3 mi²) (0,99%) es agua.

## Demografía
Según la Oficina del Censo en 2000 los ingresos medios por hogar en la localidad eran de $29.378, y los ingresos medios por familia eran $36.458. Los hombres tenían unos ingresos medios de $30.869 frente a los $25.292 de las mujeres. La renta per cápita para la localidad era de $17.076. Alrededor del 20,8% de la población estaba por debajo del umbral de pobreza.

## Ciudades hermanadas
- Nijkerk, Países Bajos